# 中国医师协会
中国医师协会（英語：Chinese Medical Doctor Association）是一个中国医学协会。

## 历史
于2002年1月在北京成立，是由中国执业医师、执业助理医师等组成的行业性、非营利性群众团体。接受业务主管部门卫生部和民政部的监督。据统计，中国执业医师人数超过200万人。

## 会长
现中国医师协会名誉会长为吴阶平、韩启德，中国医师协会会长为张雁灵。